# Natsugumo (1938)
El Natsugumo (夏雲 nube de verano?) fue el quinto destructor de la clase Asashio. Sirvió en la Armada Imperial Japonesa durante la Segunda Guerra Mundial. 

## Historia
Durante la noche del 11 al 12 de octubre de 1942, el Natsugumo escoltaba a los portahidroaviones Nisshin y Chitose en una misión de transporte de tropas a Guadalcanal. Un ataque aéreo de bombarderos en picado le dañó gravemente mientras se encontraba auxiliando al destructor Murakumo, deshabilitado durante la batalla de Cabo Esperanza.
El Natsugumo se hundió 39 minutos tras el ataque, a 165 kilómetros al noroeste de la isla Savo, en la posición (08°40′S 159°20′E / -8.667, 159.333). Dado que no recibió ningún impacto directo, sino explosiones próximas que reventaron su casco y causaron inundaciones catastróficas, la mayor parte de la tripulación pudo ser rescatada por el destructor gemelo Asagumo, contándose tan sólo 16 víctimas, entre ellas el capitán, Tsukamoto Moritarō.